# 1442 Corvina
1442 Corvina è un asteroide della fascia principale. Scoperto nel 1937, presenta un'orbita caratterizzata da un semiasse maggiore pari a 2,8753715 au e da un'eccentricità di 0,0765841, inclinata di 1,26164° rispetto all'eclittica.
L'asteroide è dedicato al re ungherese Mattia Corvino.